# 墨弁
墨弁（ぼくべん、墨辯）または墨経（ぼくけい）は、中国の古典『墨子』の中の6篇（経上篇・経下篇・経説上篇・経説下篇・大取篇・小取篇）の総称。
幾何学・光学・力学・論理学（中国論理学）などについて、術語事典・学説集のような形式で論じる。中国科学史・中国哲学史の重要資料である一方、文章の短さ、錯簡の多さなどから、『墨子』の中でも難解な箇所として知られる。

## 概要
著者については墨翟・歴代鉅子・墨家三派・別墨など諸説ある。
基本的には以下のような形式で書かれている。
- 経上篇と経下篇 - 簡素な短文（主に術語の定義文）の箇条書き。
- 経説上篇と経説下篇 - 経上篇と経下篇で箇条書きした短文に対する解説文（注釈・言い換えのような文）の箇条書き。
- 大取篇と小取篇 - 学説の枚挙。

「経・経説」と似た形式は、近い時代の他の文献にも見られる。例: 『韓非子』十過、および内儲説上などの「儲説」諸篇、『管子』乗馬・宙合・心術上、および牧民解などの「解」諸篇、思孟学派の『五行』、『黄帝四経』の『経法』君正・論・亡論など。「経・経説」の成立順序（「経」が先に書かれたのか、それとも同時に書かれたのか）については諸説ある。

## 受容
西晋の魯勝は、墨弁の注釈書を著したが、叙文だけ残して散佚してしまった。「墨弁」という呼称はこの叙文に由来する。
清代には、王念孫・畢沅ら考証学者が『墨子』全般を研究・再評価した。特に乾隆55年（1790年）には、張恵言が『墨子経説解』を著している。清末の孫詒譲・鄒伯奇・陳澧は、『幾何原本』など西学の知識を用いて解釈した。
民初の1920年代前後には、胡適・梁啓超ら多くの学者が、西洋の論理学等と比較して名家とともに再評価した。ただし、この時期の研究は「墨子インド人説」に象徴されるように、実証性よりも斬新さを競うような研究が多かった。